# Engenharia social (ciência política)
Engenharia social é um conceito de ciência política que se refere a iniciativas que visam a influenciar atitudes e comportamento social em larga escala, tanto por governos, mídia, academia ou grupos privados. Na área política, o equivalente da engenharia social é a engenharia política.
Virtualmente, todas as governanças e todas as leis têm efeito modificador no comportamento humano e, portanto, podem ser consideradas como formas de engenharia social.
A engenharia social também pode ser entendida filosoficamente como um fenômeno determinístico onde as intenções e objetivos dos arquitetos da nova construção social são realizados.
Os engenheiros sociais usam o método científico para analisar e compreender os sistemas sociais, a fim de projetar os métodos apropriados para alcançar os resultados desejados nos seres humanos.

## História
O industrial holandês JC Van Marken introduziu o termo sociale ingenieurs ("engenheiros sociais") em um ensaio em 1894. A ideia era que os empregadores modernos precisavam da ajuda de especialistas para lidar com os desafios humanos, assim como precisavam de conhecimentos técnicos (engenheiros tradicionais) para lidar com desafios não humanos (materiais, máquinas, processos). O termo chegou ao Estados Unidos em 1899, quando a noção de "engenharia social" também foi lançada como nome da tarefa do engenheiro social nesse sentido. "Engenharia social" era o título de um pequeno periódico em 1899 (renomeado como "Serviço Social" em 1900) e, em 1909, era o título de um livro do ex-editor do periódico, William H. Tolman (traduzido para o francês em 1910). Isso marcou o fim do uso da terminologia no sentido criado por Van Marken. Com o livro The Social Engineer do sociólogo de Edwin L. Earp, publicado durante a "mania da eficiência" de 1911 nos Estados Unidos, foi lançado um novo uso do termo que desde então se tornou padrão: "Engenharia social" passou a se referir a um abordagem de tratar as relações sociais como "maquinários",  a ser tratada à maneira do engenheiro técnico.
Um pré-requisito da engenharia social é um corpo de informações confiáveis sobre a sociedade que deve ser projetada e ferramentas eficazes para realizar a engenharia. A disponibilidade de tais informações aumentou dramaticamente nos últimos cem anos. Antes da invenção da imprensa escrita, era difícil para grupos fora dos ricos obter acesso a um corpo confiável de informações, já que a mídia para transmitir as informações era proibitivamente cara. Com a ascensão da era da informação, as informações podem ser distribuídas e produzidas em uma escala sem precedentes. Da mesma forma, a tecnologia digital aumentou a variedade e o acesso de ferramentas eficazes.

## Karl Popper
Em seu livro clássico de ciência política, The Open Society and Its Enemies (A sociedade aberta e seus inimigos), volume I, The Spell of Plato (1945), Karl Popper examinou a aplicação dos métodos críticos e racionais da ciência aos problemas da sociedade aberta. A esse respeito, ele fez uma distinção crucial entre os princípios da engenharia social democrática (o que ele chamou de "engenharia social fragmentada") e a engenharia social utópica.
Popper escreveu:
O engenheiro fragmentado irá, consequentemente, adotar o método de procurar e lutar contra os maiores e mais urgentes males da sociedade, ao invés de procurar e lutar por seu maior bem final. 
De acordo com Popper, a diferença entre "engenharia social fragmentada" e "engenharia social utópica" é:
“É a diferença entre um método razoável de melhorar a sorte do homem, e um método que, se realmente experimentado, pode facilmente levar a um aumento insuportável do sofrimento humano. É a diferença entre um método que pode ser aplicado a qualquer momento, e um método cuja defesa pode facilmente se tornar um meio de adiar continuamente a ação para uma data posterior, quando as condições forem mais favoráveis. E é também a diferença entre o único método de melhorar as coisas que até agora tem sido realmente bem-sucedido, a qualquer momento, e em qualquer lugar, e um método que, onde quer que tenha sido tentado, levou apenas ao uso da violência no lugar da razão, e se não ao seu próprio abandono, pelo menos ao de seu projeto original.